# Rognan
Rognan est une localité du comté de Nordland, en Norvège.

## Géographie
Administrativement, Rognan fait partie de la kommune de Saltdal.